# Serpenticobitis cingulata
Serpenticobitis cingulata är en fiskart som beskrevs av Roberts, 1997. Serpenticobitis cingulata ingår i släktet Serpenticobitis och familjen nissögefiskar. IUCN kategoriserar arten globalt som sårbar. Inga underarter finns listade i Catalogue of Life.